# Quartier Saint-Jacques (Bruxelles)
 (juillet 2024).
Si vous disposez d'ouvrages ou d'articles de référence ou si vous connaissez des sites web de qualité traitant du thème abordé ici, merci de compléter l'article en donnant les références utiles à sa vérifiabilité et en les liant à la section « Notes et références ».

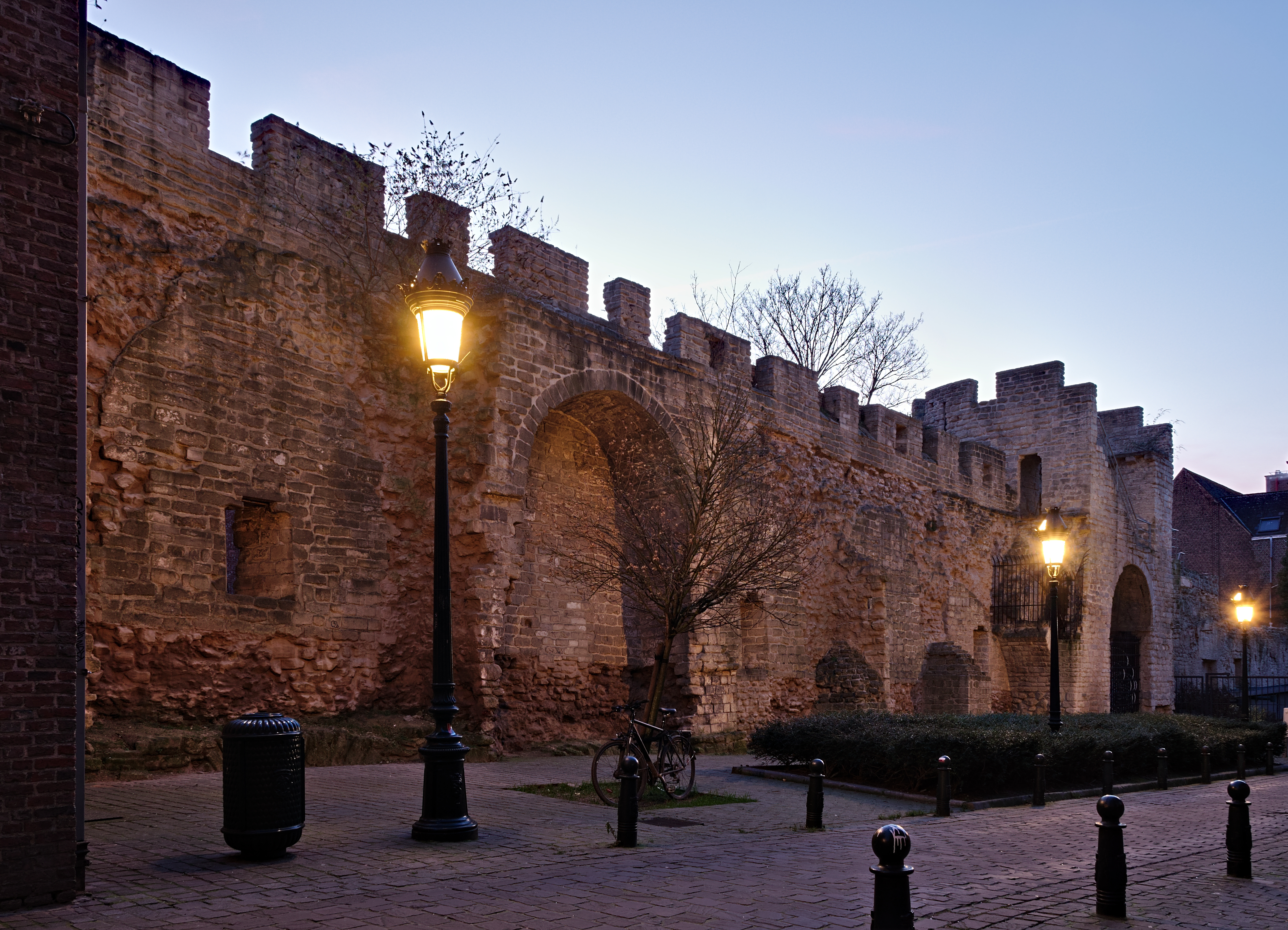
La tour de Villers, ou tour Saint-Jacques.

Le quartier Saint-Jacques (en néerlandais : Sint-Jacobswijk) est un quartier branché du centre de Bruxelles, en Belgique. Il est situé derrière l'hôtel de ville de Bruxelles, entre les quartiers du Sablon, des Marolles, de la Grand-Place (l'Îlot Sacré) et de Dansaert. Il couvre une superficie d'environ 14 ha. composée de trente places, rues et impasses dont de très nombreuses rues piétonnes.
Le quartier Saint-Jacques a plus de mille ans d'histoire et son histoire se confond avec les origines de la Ville de Bruxelles. Le quartier est presque entièrement situé à l'intérieur de la première enceinte de Bruxelles, dont un grand pan est encore visible dans la rue de Villers, ainsi qu'une tour (tour de Villers ou tour Saint-Jacques). L'Hospice Saint-Jacques (XIVe siècle) accueillait des pèlerins en route vers Saint-Jacques de Compostelle, le quartier a pris le nom de l'hospice. A l'emplacement de l'ancien hospice, dans la rue du Marché au Charbon, se trouve actuellement  l’église de Bon Secours  (XVIIe siècle). Des coquilles en bronze incrustées dans les pavés rappellent çà et là le parcours des pèlerins.
Le quartier Saint-Jacques héberge le Manneken-Pis, le plus célèbre ketje de Bruxelles. Vous y trouvez aussi la statue de Madame Chapeau, qui est un personnage haut en couleur du folklore bruxellois. Et la statue de Jacques Brel accueille les visiteurs sur la place de la Vieille Halle aux Blés.
Le quartier Saint-Jacques est un village au cœur de la ville, mêlant habitants, commerçants, artisans, artistes, créateurs, étudiants et visiteurs. C'est aussi le lieu de rencontre de la communauté LGBTQIA+.
Vous ne trouverez pas ici des magasins appartenant à de grandes chaines mais plutôt de petits commerces et boutiques uniques, dans lesquels vous serez souvent accueillis par le gérant ou la gérante. De très nombreux artisans s'y sont installés: un chocolatier, une sériegraphiste, des luthiers, un confiseur, un chapelier, un coutelier, un perruquier, des créatrices de mode, etc.
Le quartier Saint-Jacques est très vivant et il a une identité forte. Le quartier a son journal (hebdomadaire), sa fête des voisins, son site internet, sa page Facebook (ASBL Quartier Saint-Jacques Sint-Jacobswijk), son compte Instagram, son hashtag et son festival annuel, les Jacqueries.